# シャルル・ブリュック
シャルル・ブリュック（Charles Bruck, 1911年5月2日 - 1995年7月16日）は、ハンガリー出身の指揮者、音楽教師。

## 経歴
オーストリア＝ハンガリー帝国領ティミショアラの生まれ。
地元で音楽を学んだあと、1928年にウィーン音楽院でピアノと作曲を学んだのちにパリに遊学し、エコールノルマル音楽院でアルフレッド・コルトー、ナディア・ブーランジェ、ヴラド・ペルルミュテールの各氏に師事した。1934年からはピエール・モントゥーに指揮法を習い、モントゥーがサンフランシスコに移った時には助手として付き従った。
1939年にはフランス国籍を取得し、第二次世界大戦に際してはレジスタンス活動に従事した。
1950年からオランダ歌劇場の指揮者を務め、1955年にはストラスブール・フィルハーモニー管弦楽団の首席指揮者に転出。さらに1965年にはフランス公共放送フィルハーモニー管弦楽団の首席指揮者に移籍し、1970年まで務めている。
1969年には、師のモントゥーがアメリカ合衆国メイン州ハンコックに開設していた指揮者学校の教師になり、没年まで務めた。
ブリュックは、ハンコックで没した。